# 作战半径
作战半径（英語:Radius of action 或 Combat radius），是指战机携带正常作战载荷，在不进行空中加油的情况下，自机场起飞，沿指定航线飞行，执行完任务后，返回原机场所能达到的最远单程距离。通常約為該戰機的戰鬥航程二分之一以下的航程。作战半径是衡量軍用机战术技术性能的主要指标之一。计算作战半径时，应从载油量中扣除地面整備耗油料、返場降落備份油料和執行戰鬥任務消耗油料。作战半径的大小与飞机的飞行高度、速度、气象条件、编队大小、战斗任务和实施方法等因素有关。

## 例子
作战半径和其他性能的取舍是综合考量的结果，如美军二战中的经验认为零式艦上戰鬥機的航程1675英里的前提下有600英里的可观作战半径，这是和日本提出零式设计时就强调的减重而获得高航程分不开的。Su-33戰鬥機在挂载空对空配置后的航程三千公里的前提下，离航空母舰250公里时空中巡逻时间也仅有两小时。此外在低高度执行任务的飞机都比高高度的飞行耗油多而作战半径变小一点。F-16戰隼戰鬥機的作战半径在带六枚千磅炸弹进行高空-低空-高空任务时550公里(340 海里)。F/A-18黃蜂式戰鬥攻擊機在同样条件下执行高-低-低-高任务时537 公里 (330 英里)。